# Tomasz Kowalik
Tomasz Krzysztof Kowalik (ur. 1974) – polski żołnierz, generał brygady SZ RP, doktor nauk humanistycznych w zakresie pedagogiki.  

## Życiorys

### Wykształcenie
Absolwent WSO w Toruniu, Akademii Sił Lądowych USA w West Point, Uniwersytetu Marii Curie-Skłodowskiej w Lublinie (UMCS) (2000), Uniwersytetu Warszawskiego (studia podyplomowe) oraz programu International Faculty Development Program (IFDP) na IESE Business School (2004). Uzyskał doktorat z pedagogiki (historia oświaty i wychowania) na UMCS w 2005.

### Służba wojskowa
Służbę zawodową rozpoczął w 25 Brygadzie Kawalerii Powietrznej w Tomaszowie Mazowieckim (1999-2000) jako dowódca plutonu szturmowego, następnie w latach 2000–2008 służył na etatach specjalisty w DNiSW MON i w Pionie Uzbrojenia MON oraz starszego specjalisty w SG WP (P5). W latach 2008–2012 był głównym specjalistą w Sekretariacie szefa SG WP, a w latach 2012–2015 specjalnym asystentem przewodniczącego Komitetu Wojskowego NATO. Następnie był dyrektorem Departamentu Wojskowych Spraw Zagranicznych (DWSZ) w Ministerstwie Obrony Narodowej (2016–2019). W latach 2020–2021 służył w Dowództwie Operacyjnym RSZ na stanowisku szefa pionu - zastępcy szefa sztabu ds. wsparcia. Od 2021 pełni funkcję Deputy Chief of Staff-Support w Wielonarodowym Korpusie Północny–Wschód w Szczecinie.
Postanowieniem Prezydenta RP Andrzeja Dudy z dnia 25 lutego 2021 został mianowany z dniem 1 marca 2021 na stopień generała brygady. Akt mianowania odebrał 1 marca 2021 z rąk Prezydenta RP w Pałacu Prezydenckim.    

## Odznaczenia
Został odznaczony Brązowym (2004) i Srebrnym (2022) Krzyżem Zasługi, Wojskowym Krzyżem Zasługi (2018), Złotym Medalem „Za zasługi dla obronności kraju”, Medalem za Długoletnią Służbę (III klasy), Srebrnym Medalem „Siły Zbrojne w Służbie Ojczyzny”, Medalem 100-lecia ustanowienia Sztabu Generalnego Wojska Polskiego, francuski Ordre National du Mérite (chevalier), litewski Medal Zasługi Narodowego Systemu Obrony, niemieckim Krzyżem Honorowym Bundeswehry (w srebrze) oraz estoński Krzyż Zasługi Sił Powietrznych (II klasy).

## Publikacje
- Angielskie idiomy, związki frazeologiczne, przysłowia i terminy fachowe przydatne w dyplomacji i służbie wojskowej, Wydawnictwo Centrum Doktryn i Szkolenia Sił Zbrojnych, Bydgoszcz 2021, 2 wyd. Warszawa 2021[9].